# 어정열차 전복사고
어정열차 전복사고는 1962년 1월 30일 수려선 어정역(폐역) 인근에서 열차가 과속을 하다가 탈선전복된 사고이다.

## 사고 원인
여주발 수원행 열차가 삼가역에 무려 46분 지연 도착했다. 기관사는 최대한 지연을 줄이기 위해 내리막길에서 과속을 하자 옆으로 탈선되면서 뒤집혔다.이때 객차에 있던 난로가 열차로 불이 붙어 대피하지 못한 3명이 사망했다.